# Jicchak Arad
Jicchak Arad (hebrejsky: יצחק ארד, rodné jméno Jicchak Rudnicki, hebrejsky: יצחק רודניצקי; ‎ 11. listopadu 1926, Święciany - městečko Švenčionys v dnešní Litvě – 6. května 2021) byl izraelský historik, penzionovaný brigádní generál Izraelských obranných sil a někdejší sovětský partyzán, který v letech 1972 až 1993 zastával pozici ředitele památníku Jad vašem. Počátkem 21. století bylo odhaleno, že sloužil v sovětské tajné službě NKVD, a od roku 2006 byl vyšetřován v Litvě pro podíl na válečných zločinech a zločinech proti lidskosti. Litevský generální prokurátor nakonec obvinění stáhl s odůvodněním „nebylo možné získat dostatečné důkazy“ poté, co Izrael odmítl v této záležitosti spolupracovat.

## Biografie
Narodil se jako Jicchak Rudnicki v polské obci Święciany (dnes jde o město Švenčionys v Litvě). V mládí byl členem mládežnického sionistického hnutí ha-No'ar ha-cijoni. Během druhé světové války byl, jak sám uvedl v rozhovoru s Harry Cargasem, v letech 1942 až 1944 aktivní v podzemním hnutí v ghettu. V únoru 1943 se přidal k sovětským partyzánům v Markovově brigádě, což byla primárně nežidovská jednotka, v níž se setkal s antisemitismem. S výjimkou průniku do ghetta ve Vilně v dubnu 1943, kde se setkal s partyzánským vůdcem Abou Kovnerem, zůstal až do konce války se sovětskými partyzány, s nimiž bojoval proti německé armádě (podílel se například na podminování železničních tratí a přepadech v oblasti Naroczského lesa). Podle Arada bylo oficiálním postojem sovětského partyzánského hnutí neumožnit samostatnou aktivitu židovských jednotek.
Historik Mark Paul vysvětlil, že Arad (tehdy osmnáctiletý Rudnicki) náležel k partyzánské skupině, která byla součástí Vorošilovovy brigády u Naroczského lesa, která se účastnila trestných misí vůči jiným partyzánským skupinám, jež považovali za nepřátele. Partyzáni z Vorošilovovy brigády zastupovali sovětské zájmy v této oblasti a poslouchali rozkazy NKVD v řadě odvetných akcí. Partyzán Noah Shneidman odhadl, že součástí brigády bylo nejméně 300 židovských partyzánů, tedy přibližně pětina její velikosti. Polský historik Piotr Zychowicz zmínil, že podle důkazů litevské prokuratury se Arad dal k NKVD koncem roku 1944 a aktivně bojoval s protikomunistickým litevským odbojem. Měl se podílet na akci NKVD, jíž byla zničena Tigrasova brigáda v rámci litevské osvobozenecké armády. Arad trval na tom, že nebyl příslušníkem NKVD a rozporoval tak důkazy, které předložil Rytas Narvydas z litevského Centra pro výzkum genocidy a odboje. Arad měl být z řad NKVD údajně propuštěn pro nedisciplinované chování. Z jednoho z rozhovorů vyšlo najevo, že dokumenty, údajně prokazující Aradovu účast na zmíněných trestných činech během války, jsou tajné a nepřístupné veřejnosti. Řada činů partyzánské jednotky, k níž Arad náležel, které by mohly být považovány za válečné zločiny, jsou popsány v knize The Partisan z roku 1979, jejímž autorem je sám Arad. Patří mezi ně například zastřelení důstojníka Zemské armády či litevského policisty, kteří byli válečnými zajatci, nebo podpálení domů v rámci odvetné akce proti litevské vesnici, která organizovala sebeobranu proti partyzánům a byla vyzbrojena Němci.
V prosinci 1942 nelegálně imigroval do britské mandátní Palestiny na uprchlické lodi Chana Seneš (pojmenované po židovské partyzánce a parašutistce téhož jména). Ve své vojenské kariéře v řadách izraelských obranných sil dosáhl hodnosti brigádního generála a byl jmenován do funkce vrchního vzdělávacího důstojníka. Z armády odešel v roce 1972.

### Akademická kariéra
Během svého akademického působení učil o židovských dějinách na Telavivské univerzitě, bádal o druhé světové válce a holocaustu, o čemž publikoval řadu knih, převážně v hebrejštině. V pozdější době se zabývá tématem holocaustu v Sovětském svazu. Celkem dvacet jedna let působil ve funkci ředitele památníku holocaustu Jad vašem v Jeruzalémě, a to mezi lety 1972 až 1993. I po odchodu z této pozice s památníkem spolupracoval jako poradce.

### Vyšetřování válečných zločinů vLitvě
V červnu 2007 oslovila Litva Izrael s žádostí o vyslechnutí Jicchaka Arada kvůli podezření ze spáchání válečných zločinů a zločinů proti lidskosti. Litevské vyšetřování mělo prokázat, že Arad sloužil v sovětské NKVD. Vilniuský prapor, v němž Arad sloužil, byl přitom obviněn z vraždění litevských civilistů a příslušníků protisovětského odbojového hnutí v letech 1943 až 1944. Litevský generální prokurátor měl podezření, že se Arad na těchto zločinech podílel. Izrael žádost odmítl a označil ji za „nehoráznost“. Arad obvinění odmítl a tvrdil, že jde o pomstu za seznam, jejž vypracoval. V něm vyjmenovával zvěrstva prováděná litevskými kolaboranty. Litevský prokurátor Rimvydas Valentukevicius následně tiskové agentuře AFP oznámil, že jeho podezření je založeno na Aradových memoárech a dokumentech získaných z litevského Centra pro výzkum genocidy a odboje. Úřad generálního prokurátora nakonec vyšetřování zastavil v září 2008, jelikož dle jeho slov, „nebylo možné získat dostatečné důkazy“.

## Dílo
Níže jsou uvedena díla publikovaná Aradem v angličtině.

### Autor
- The partisan : from the Valley of Death to Mount Zion (1979)
- Ghetto in flames : the struggle and destruction of the Jews in Vilna in the Holocaust (1980)
- Belzec, Sobibor, Treblinka : the Operation Reinhard death camps (1987) ISBN 0-253-21305-3
- In the Shadow of the Red Banner (2010), Gefen Publishing House. ISBN 978-965-229-487-6

### Redaktor
- Documents on the Holocaust: selected sources on the destruction of the Jews of Germany and Austria, Poland, and the Soviet Union (1982, revidované vydání 1989, 1999) spolu s Jisra'elem Gutmanem a Abrahamem Margaliotem
- The Einsatzgruppen reports: selections from the dispatches of the Nazi Death Squads’ campaign against the Jews July 1941-January 1943 (1989) spolu se Šmu'elem Krakowskim a Šmu'elem Spectorem
- Pictorial History of the Holocaust (1990)
- Ponary diary, 1941-1943 : a bystander’s account of a mass murder, autor Kazimierz Sakowicz (2005)